# El Oued
El Oued (àrab: الوادي, al-Wādī) o Oued Souf (àrab: Wādī Sūf) és una ciutat de la província o wilaya d'El Oued, a Algèria. És una ciutat oasi dins el Sàhara amb l'aigua fornida per un riu subterrani i per això rep el nom d'El Oued, «el Riu.»
S'hi cultiven palmeres datileres i, cosa rara en el desert, les cases estan construïdes amb maons.
Molts dels seus terrats tenen forma de cúpula i per això també és coneguda com la «Ciutat del Miler de Cúpules.»
El Oued es troba a uns 600 km al sud-est d'Alger. A 20 km es troba l'aeroport de Guemar.
L'any 1998 tenia 139.362 habitants.